# Lutxana-Enekuri
Luchana (en vasco y oficialmente Lutxana-Enekuri) es una entidad de población española del municipio de Erandio, perteneciente a la provincia de Vizcaya, en la comunidad autónoma del País Vasco. En 2023, la entidad singular de población tenía empadronados 648 habitantes y el núcleo de población, 610.